# UFC Hall of Fame
UFC-ova "Dvorana slavnih" (engl.:UFC Hall of Fame) je dvorana slavnih koji odaje počast borcima miješanih borilačkih vještina i poznatim ličnostima koju je uspostavio i održava američka promocija mješanih bolilačkih vještina Ultimate Fighting Championship. Pored toga UFC Hall of Fame priznaje uspjehe i od MBV promocija Pride Fighting Championships, World Extreme Cagefighting i Strikeforce koje su sve navedene sadašnje ili bivše promocije mješovitih borilačkih vještina, a nalaze se u vlasništvu UFC-a.
Službeno je započela 21. studenog 2003. u Las Vegasu u UFC-u 45 s prvim primljenim borcima Royce Gracie i Ken Shamrock u UFC Originals.

## Vanjske poveznice
- UFC Kuća slavnih (engl.)
- UFC Kuća slavih P&O (engl.)